# Desmognathinae
Desmognathinae é uma subfamília de anfíbios caudados da família Plethodontidae. Ocorre nos Estados Unidos da América e sul do Canadá.

## Gêneros
- Desmognathus Baird, 1850
- Phaeognathus Highton, 1961